# سلمان العماري
سلمان العماري فنان شعبي كويتي، من مواليد عام 1966، مطرب وعازف عود، عاشق لفن الصوت والفلكلور الكويتي والفنون الموسيقية البحرية بأنواعها في الخليج العربي، تأثر بأساتذة فن الصوت ومنهم حمد خليفة، محمد زويد، محمد بن فارس وضاحي بن وليد.

## السيرة الذاتية
شارك الفنان سلمان محمد مبارك العماري في العديد من المهرجانات التراثية كمهرجان سوق واقف في قطر وأحيى العديد من الحفلات الموسيقية والجلسات في الكويت ودول الخليج التي تنظمها موسسات ثقافية وفنية تعنى بالفن الكويتي مثل دار الأثار الإسلامية.
شارك في تقديم واعداد عدة برامج اذاعية في مجال الغناء الشعبي في أكثر من اذاعة كويتية كما حل ضيفا على اذاعات خليجية منها صوت الريان القطرية وتلفزيون الوطن في برنامج "تو الليل"

## علاقته بالغوص
يعتبر الفنان سلمان العماري من الموثقين لفترة الغوص والبحر والباحثين الأكثر اجتهادا في مجال الفنون الشعبية عامة والفنون البحرية خاصة ومن أهم اهدافه المحافظة عليها من الاندثار باعتبارها تمثل جزء كبير من تاريخ وثقافة المنطقة حيث قام بادائها بدون أي تعديلات أو تغييرات لتصل للاجيال المعاصرة بصورتها الاصلية دون ان تفقد هويتها.
وقد وضع اهتماما أكبر في إعادة إحياء الحفلات الشعبية وغناء الفلكلور القديم كالصوت والنهمة والخماري تبنيا لاهدافه الادبية والثقافية وهو من اشد المعارضين لاستخدام الفن كأداة تجارية فاتخذ اسلوبا وطابعا مميزا يتسم بالاهتمام بالكيف وليس الكم كمبدأ له حيث يحرص على ان يكون كل مايقدمه ذو قيمة ثقافية وادبية تفيد برفع مستوى الموروث الشعبي لدى الشباب ومتذوقي هذا النوع من الفن.
له البوم غنائى بعنوان "غرام"